# Marian Filipiak
Marian Filipiak (ur. 10 czerwca 1935 w Tłokach) – polski socjolog, religioznawca i biblista, profesor nauk humanistycznych, profesor zwyczajny Uniwersytetu Marii Curie-Skłodowskiej w Lublinie (UMCS).

## Życiorys
Młodość spędził w Wolsztynie, tam ukończył szkołę średnią.
Był duchownym rzymskokatolickim. W 1963 ukończył studia magisterskie na Wydziale Teologii Katolickiego Uniwersytetu Lubelskiego (KUL), broniąc pracę magisterską Arka przymierza a Święty Namiot w okresie  wędrówki  Izraelitów. W 1966 został na KUL zatrudniony jako asystent w katedrze egzegezy Starego Testamentu, w Szkole Nauk Biblijnych (od 1979 Instytucie Nauk Biblijnych). Wykładał egzegezę ksiąg mądrościowych. W tym samym roku zdał egzamin na bakałarza i licencjata nauk biblijnych. 23 stycznia 1967 obronił pracę doktorską Znaczenie przekleństw w kodeksach prawnych Pięcioksięgu napisaną pod kierunkiem Stanisława Łacha. Od 1 października 1967 był zatrudniony jako starszy asystent, wykładał egzegezę ksiąg historycznych i prorockich. Stopień doktora habilitowanego nauk teologicznych w zakresie biblistyki uzyskał w 1974 na podstawie dorobku naukowego i rozprawy pt. Struktura i doktryna księgi Koheleta (wyd. Lublin 1975). Następnie został zatrudniony jako docent. Od 1977 pracował w Katedrze Teologii Starego Testamentu. Odszedł z KUL-u w 1984. Był promotorem doktoratów Romana Krawczyka, Piotra Skuchy, Edmunda Świerczka, Jana Turkiela. Od 1977 do 1980 był sekretarzem generalnym Towarzystwa Naukowego Katolickiego Uniwersytetu Lubelskiego.
Od 1984 pracował w Wyższej Szkole Pedagogicznej w Rzeszowie, od 1989 na Uniwersytecie Marii Curie-Skłodowskiej w Lublinie, w 1989 uzyskał tytuł naukowy profesora nadzwyczajnego. W 1994 otrzymał stanowisko profesora zwyczajnego, pracował na Wydziale Filozofii i Socjologii UMCS, kierował Zakładem Socjologii Kultury i Wychowania. W 2005 przeszedł na emeryturę, ale pracował jeszcze do 2013.

## Wybrane publikacje
- Mesjasz w biblijnej historii zbawienia (red. nauk.), Lublin: Towarzystwo Naukowe KUL, 1974.
- Struktura i doktryna księgi Koheleta. Rozprawa habilitacyjna, Lublin: Katolicki Uniwersytet Lubelski, 1975.
- Królestwo Boże w Piśmie Świętym (red.), Lublin: Towarzystwo Naukowe KUL, 1976.
- Biblia o człowieku. Zarys antropologii biblijnej Starego Testamentu, Lublin: Towarzystwo Naukowe KUL, 1979.
- Materiały pomocnicze do wykładów z biblistyki (red. nauk.), Lublin: Redakcja Wydawnictw KUL, 1979.
- Biblia – księga życia Ludu Bożego (red. nauk.), Lublin: Redakcja Wydawnictw KUL, 1980.
- Księga Koheleta. Wstęp, przekład z oryginału, komentarz, ekskursy, Poznań-Warszawa: "Pallottinum", 1980 - w serii Pismo Święte Starego i Nowego Testamentu – komentarze KUL
- Komentarze biblijne do czytań mszalnych. Rok A. Praca zbiorowa (red.), Lublin: Towarzystwo Naukowe KUL, 1981.
- Komentarze biblijne do czytań mszalnych. Rok B. Praca zbiorowa (red.), Lublin: Towarzystwo Naukowe KUL, 1981.
- Komentarze biblijne do czytań mszalnych. Rok C. Praca zbiorowa (red.), Lublin: Towarzystwo Naukowe KUL, 1981.
- Komentarze biblijne do czytań mszalnych. Święta. Praca zbiorowa (red.), Lublin: Towarzystwo Naukowe KUL, 1981.
- Człowiek współczesny a Stary Testament, Lublin: Katolicki Uniwersytet Lubelski, 1983 (jako pierwszy tom serii Jak rozumieć Pismo Święte)
- Problematyka społeczna w Biblii, Warszawa: "Pax", 1985.
- Religioznawstwo. Zagadnienia wybrane, Rzeszów: Wydawnictwo Wyższej Szkoły Pedagogicznej, 1989.
- Historia porównawcza religii. Biblijne źródła katolickiej nauki o małżeństwie i rodzinie, Rzeszów: Wydawnictwo Wyższej Szkoły Pedagogicznej, 1991.
- Człowiek – drogi poszukiwań. Studia z antropologii i etyki, Rzeszów: Wydawnictwo Wyższej Szkoły Pedagogicznej, 1993.
- Socjologia kultury. Zarys zagadnień, Lublin: Wydawnictwo Uniwersytetu Marii Curie-Skłodowskiej, 1996.
- Od subkultury do kultury alternatywnej. Wprowadzenie do subkultur młodzieżowych, Lublin: Wydawnictwo Uniwersytetu Marii Curie-Skłodowskiej, 1999.
- Subkultury młodzieżowe wczoraj i dziś, Tyczyn: Wyższa Szkoła Społeczno-Gospodarcza, 2001.
- W kręgu kultury postmodernistycznej. Młodzież, kultura, wartości, Lublin: 2001.
- Homo communicans. Wprowadzenie do teorii masowego komunikowania, Lublin: Wydawnictwo Uniwersytetu Marii Curie-Skłodowskiej, 2003.
- Homo biblicus. Biblijne podstawy filozofii życia, Toruń, Łysomice: Europejskie Centrum Edukacyjne, 2004, 2005.
- Rytuał. Przeszłość i teraźniejszość, Lublin: Wydawnictwo Uniwersytetu Marii Curie-Skłodowskiej, 2006.
- Psychologiczne i społeczne dylematy młodzieży XXI wieku, Lublin: Wydawnictwo Uniwersytetu Marii Curie-Skłodowskiej, 2009.
- Wprowadzenie do socjologii kultury, Lublin: Wydawnictwo Uniwersytetu Marii Curie-Skłodowskiej, 2009, 2012.
- Pytania o sprawy ludzkie, Lublin: Wydawnictwo Uniwersytetu Marii Curie-Skłodowskiej, 2013[6].